# Clarissa Duvigneau
Clarissa Duvigneau (* 31. Oktober 1961 in Hanau) ist eine deutsche Diplomatin und seit 2023 Botschafterin der Bundesrepublik Deutschland in Island.

## Leben
Duvigneau studierte von 1981 bis 1989 Politikwissenschaft, Geschichte und Öffentliches Recht an Universitäten in Bonn, Paris und Speyer. 1992 schloss sie eine 1990 begonnene Attachéausbildung im Auswärtigen Amt in Bonn ab und arbeitete anschließend bis 1993 zunächst in der Abteilung für Europäische Politische Zusammenarbeit im Auswärtigen Amt in Bonn. Es folgten Stationen im Kulturreferat der Deutschen Botschaft in Bonn (1993 bis 1995), im NATO-Referat des Auswärtigen Amtes in Bonn (1995 bis 1998) und in der politischen Abteilung der deutschen Botschaft in Washington, D.C. (1999 bis 2003). Von 2003 bis 2005 war Duvigneau stellvertretende Büroleiterin, 2006/2006 Büroleiterin des Staatsministers für Europa. 2006 bis 2010 war sie Ständige Vertreterin Deutschlands an der Botschaft in Dublin, 2010 bis 2014 Referatsleiterin für Außen-, Sicherheits- und Entwicklungspolitik beim Bundespresseamt in Berlin und von 2014 bis 2016 Referatsleiterin für konventionelle Rüstungskontrolle und vertrauensbildende Maßnahmen beim Auswärtigen Amt in Berlin. 2016/2017 war Duvigneau als Gesandte bei der Ständigen Vertretung Deutschlands bei der NATO Brüssel Leiterin der Politischen Abteilung und wechselte 2017 als Senior Policy Advisor zum NATO-Stab in Brüssel. Von 2019 bis 2023 war sie Leiterin der Auslandsvertretung im deutschen Generalkonsulat in Marseille. Seit 2023 ist Duvigneau als Nachfolgerin von Dietrich Becker Botschafterin in Reykjavík (Island).
Im Oktober 2023 empfing Duvigneau die durch eine isländische Rettungsaktion ausgeflogene deutsche Schülergruppe, die zuvor aufgrund des Kriegsbeginns in Israel gestrandet war, in Reykjavík.
Duvigneau ist verwitwet und Mutter von zwei Söhnen.